# Wienerfilharmonikernas nyårskonsert 2024

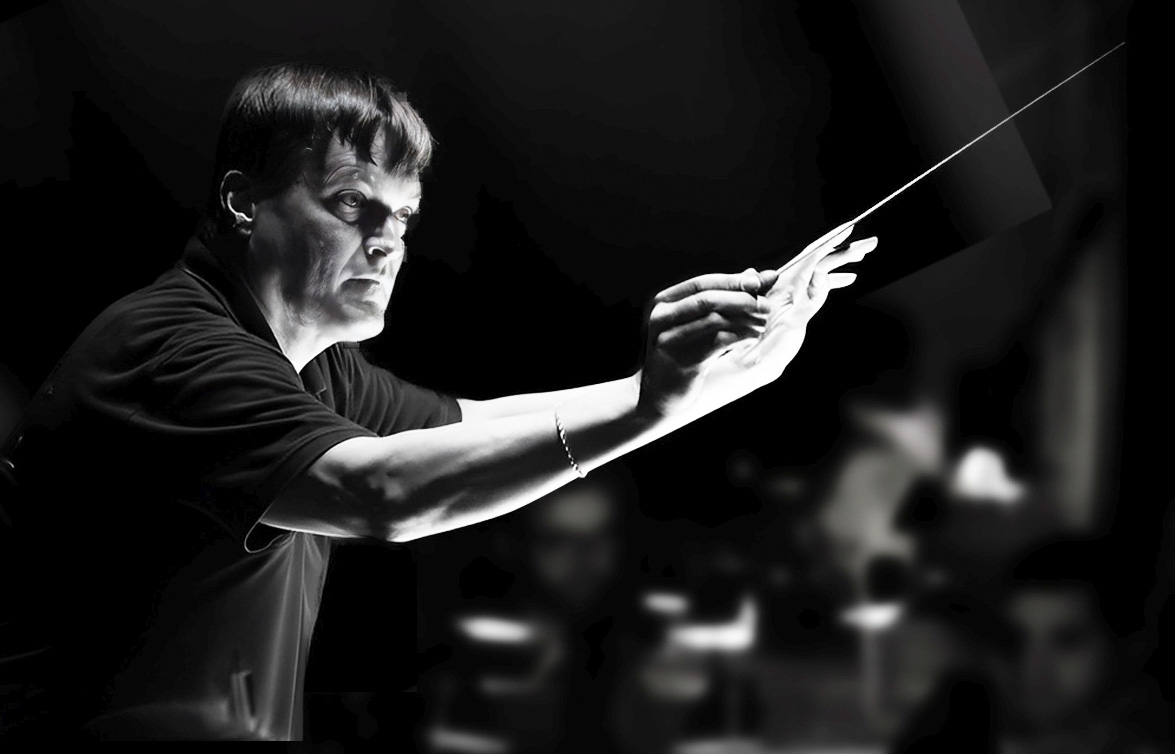
Christian Thielemann (2015)

Wienerfilharmonikernas nyårskonsert 2024 räknas som den 84:e nyårskonserten från Wien och ägde rum den 1 januari 2024 i Wiens Musikverein. Dirigent var för andra gången Christian Thielemann, som även dirigerade konserten 2019.

## Historia
Strikt räknat var det Wienerfilharmonikernas 80:e nyårskonsert, eftersom det inte var förrän 1946 som namnet introducerades. Dessutom var det den 85:e Årsskifteskonserten, då det vid årsskiftet 1939/40 gavs en Außerordentliches Konzert (extraordinär konsert) av Wienerfilharmonikerna, som dock ägde rum på nyårsafton 1939. Från 1941 dirigerades nyårskonserten av Clemens Krauss, med undantag för åren 1946 och 1947 då Krauss förbjöds att dirigera på grund av sin närhet till nazistregimen och ersattes av Strausspecialisten Josef Krips.
Efter Clemens Krauss död 1955 följde Willi Boskovsky, konsertmästare i Wienerfilharmonikerna, som dirigerade konserten 25 gånger i rad. Från 1980 till 1986 följde sju konserter med dirigenten Lorin Maazel, som tjänstgjorde som chef för Wiener Staatsoper från 1982 till 1984. Därefter beslutade Wienerfilharmonikerna att bjuda in en ny dirigent varje år.

## Konserten

### Balettinslag

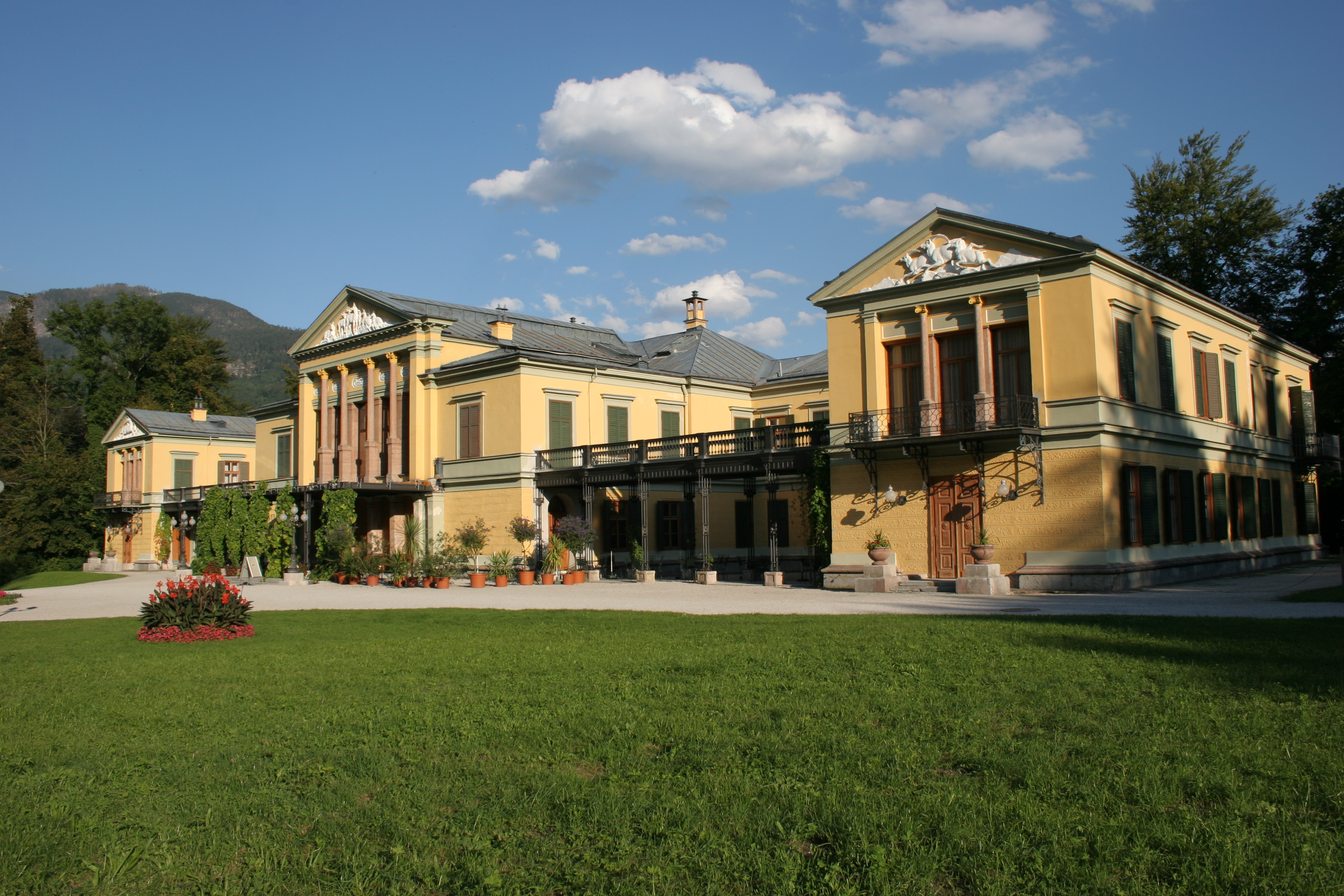
Kaiservilla Bad Ischl

Under ledning av Michael Beyer, som ansvarade för genomförandet av balettproduktionen för elfte gången och för konsertsändningen för åttonde gången, filmades två dansmellanspel med Wiener Staatsballett sommaren 2023. För fjärde gången efter 2012, 2015 och 2018 stod Davide Bombana för koreografin och Susanne Bisovsky designade balettkostymerna för första gången till en nyårskonsert.
Inspelningen av Ischler Walzer ägde rum i samband med projektet Europas kulturhuvudstad Bad Ischl Salzkammergut 2024, bland annat i Kaiservilla Bad Ischl och i Marmorschlössl i Bad Ischl med solisterna Ketevan Papava och Eno Peçi. Till valsen Wiener Bürger av Carl Michael Ziehrer gjordes inspelningar för det andra dansmellanspelet med fem par på slottet Rosenburg i norra Waldviertel.

### Övrigt
På konserten återfanns bland andra Pamela Rendi-Wagner, Helga Rabl-Stadler, Ursula Plassnik, Heinz Fischer och Peter Launsky-Tieffenthal samt förbundskansler Karl Nehammer och förbundspresident Alexander Van der Bellen och Doris Schmidauer.

## Program
Programmet offentliggjordes den 10 oktober 2023. Med anledning av 200-årsjubileet av Anton Bruckners födelse framfördes för första gången ett verk av honom. Sammanlagt nio verk framförs för första gången i samband med Wienfilharmonikernas nyårskonsert.

### 1:a delen
- Karl Komzák: Erzherzog-Albrecht-Marsch, op. 136 *
- Johann Strauss den yngre: Wiener Bonbons, Walzer, op. 307
- Johann Strauss den yngre: Figaro-Polka, Polka française, op. 320 *
- Joseph Hellmesberger junior: Für die ganze Welt, Walzer *
- Eduard Strauß: Ohne Bremse, Polka schnell, op. 238

### 2:a delen
- Johann Strauss den yngre: Ouvertyren till operetten Waldmeister
- Johann Strauss den yngre: Ischler Walzer, Nachgelassener Walzer Nr. 2 *
- Johann Strauss den yngre: Nachtigall-Polka, op. 222 *
- Eduard Strauß: Die Hochquelle, Polka mazur, op. 114 *
- Johann Strauss den yngre: Neue Pizzicato-Polka, op. 449
- Joseph Hellmesberger junior: Estudiantina-Polka aus dem Ballett Die Perle von Iberien *
- Carl Michael Ziehrer: Wiener Bürger, Walzer, op. 419
- Anton Bruckner: Quadrille, WAB 121 (Orchestrierung Wolfgang Dörner) *
- Hans Christian Lumbye: Glædeligt Nytaar! Galopp *
- Josef Strauss: Delirien, Walzer, op. 212

### Extranummer
- Josef Strauss: Jokey-Polka, Polka schnell, op. 278[7]
- Johann Strauss den yngre: An der schönen blauen Donau, Vals, op. 314
- Johann Strauss den äldre: Radetzkymarsch, op. 228

Verk markerade med * spelades för första gången vid en nyårskonsert.

## Pausfilm

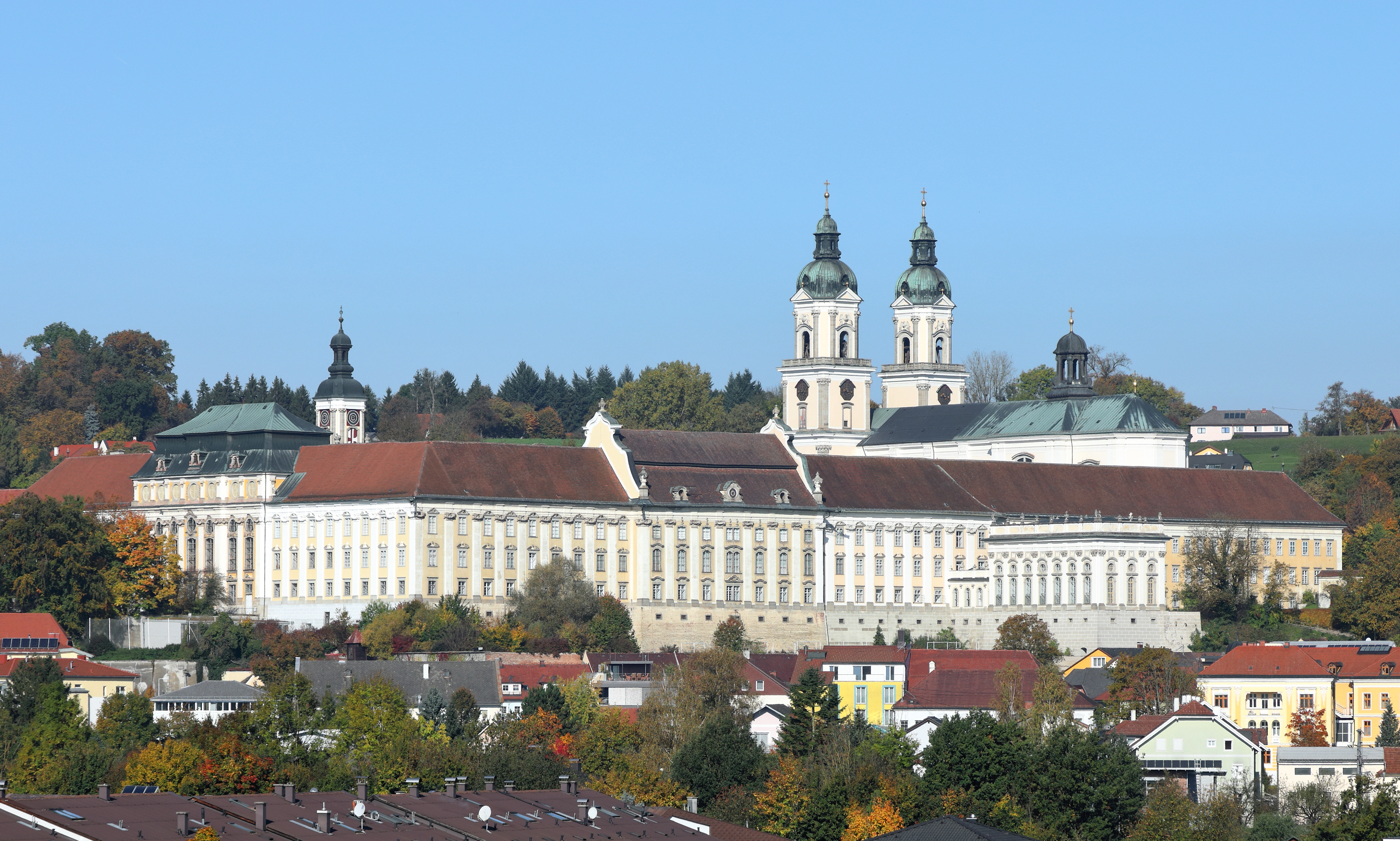
Klostret St. Florian

Med anledning av 200-årsjubileet av Anton Bruckners födelse tillägnade Felix Breisach pausfilmen kompositören.
Den cirka 24 minuter långa filmen följde de viktigaste skedena i Bruckners liv. Inspelningen ägde rum i klostret St. Florian, där Brucker var korgosse, organist och lärare och begravdes. Andra inspelningsplatser var Anton Bruckner Privatuniversität i Linz, Ars Electronica Center, Bad Leonfelden School Museum och Pöstlingberg, samt i Ansfelden, Windhaag, Bad Ischl, Traunsee och Wien. Musik framfördes av olika ensembler från Wienerfilharmonikerna, med två pojkar från Florians gosskör som huvudpersoner. Trachtenverein D'Ischler medverkar också i filmen.